# Elsa Tamez
Elsa Tamez (* 1950 oder 1951 in Mexiko) ist eine presbyterianische Theologin und Hochschullehrerin. Sie lebt in Costa Rica und arbeitet zu Themen der Theologie der Befreiung und feministischer Theologie.

## Leben und Arbeit
Elsa Tamez wurde 1951 in Mexiko geboren und wuchs in Monterrey mit sieben weiteren Geschwistern in bescheidenen Verhältnissen auf. Ihre Familie gehörte der  presbyterianischen Kirche an.
Ihren Entschluss, Theologie zu studieren, konnte sie als Frau in Mexiko nicht umsetzen, weshalb sie nach Costa Rica ging. Dort nahm sie ein Studium an der Universidad Biblica Latinoamericana in San José auf, wo sie mit der Theologie der Befreiung in Kontakt kam. Sie heiratete 1975 und ist Mutter zweier Kinder. 1979 machte sie ihren Abschluss in Theologie. 1985 erwarb sie einen weiteren Abschluss in Literatur und Linguistik. 1990 promovierte sie in Lausanne (Schweiz) in Theologie mit der Schrift Die Amnestie der Gnade: Rechtfertigung durch Glaube aus lateinamerikanischer Perspektive.
Tamez lehrte 25 Jahre lang bis zu ihrer Emeritierung an der Universidad Biblica Latinoamericana. Daneben war sie Mitarbeiterin des Departamiento Ecumenico de Investigaciones (Ökumenisches Forschungszentrum, DEI) in San José und Beraterin für Übersetzungen der Vereinigten Bibelgesellschaften. Sie gehört zu den wichtigen Bibelwissenschaftlerinnen innerhalb der Befreiungstheologie. Von Bedeutung ist ihre bibeltheologische Studie zur paulinischen Rechtfertigungslehre. Tamez veröffentlichte auch zur feministischen Theologie. Sie lebt und arbeitet in Costa Rica. Im Jahr 2000 erhielt sie den Hans-Sigrist-Preis der Universität Bern.

## Veröffentlichungen
- Die Bibel der Unterdrückten (La Biblia de los oprimidos.) 1979.
- Die Amnestie der Gnade. Rechtfertigung durch Glaube aus lateinamerikanischer Perspektive.
- (Hrsg.): Und die Frauen? Befreiungstheologen stehen Rede und Antwort. Mit einem Vorwort von Luise Schottroff. Edition Liberación, Münster 1990, ISBN 978-3-923792-32-0.
- Gegen die Verurteilung zum Tod. Paulus oder die Rechtfertigung durch den Glauben aus der Perspektive der Unterdrückten und Ausgeschlossenen. Edition Exodus, Luzern 1998, ISBN 978-3-905575-75-0.
- Flucht und Neuanfang: Die bewegendsten Migrationsgeschichten aus der Bibel (Übersetzerin: Christiane Herrlinger), Deutsche Bibelgesellschaft, Stuttgart 2016, ISBN 978-3-438-04813-4.